# Strada statale 687 Pedemontana delle Marche
La strada statale 687 Pedemontana delle Marche (SS 687), già nuova strada ANAS 70 Pedemontana delle Marche (NSA 70) e nuova strada ANAS 500 S.C. Selva Nera (NSA 500), è una strada statale italiana il cui percorso si snoda interamente nelle Marche. Rappresenta una porzione del ben più ampio itinerario della Pedemontana delle Marche, che dovrebbe tagliare la regione lungo la direzione nord-ovest - sud-est.
La classificazione iniziale è avvenuta col decreto del presidente del Consiglio dei ministri del 23 novembre 2004 ed è caratterizzata dal seguente itinerario: "Innesto con la S.C. "Selva Nera" presso S. Martino in Selva Nera - Viadotto Foglia presso Lunano". L'arteria si è poi arricchita del tratto terminale corrispondente alla precedente strada comunale Selva Nera permettendo la connessione alla strada statale 73 bis di Bocca Trabaria.

## Descrizione
La strada ha origine ad ovest del centro abitato di Lunano poco oltre il ponte sul fiume Foglia. Prosegue quindi in direzione sud, e mediante una galleria di circa 2,5 km (denominata San Martino-Paganica), si innesta sulla preesistente strada comunale Selva Nera presso San Martino in Selva Nera che ne diventa poi parte integrante. La strada prosegue quindi fino all'innesto con la strada statale 73 bis di Bocca Trabaria nei pressi della zona produttiva di Sant'Angelo in Vado.
Il 14 maggio 2014 è stato presentato a Macerata Feltria lo studio di fattibilità elaborato dalla provincia di Pesaro e Urbino per la costruzione del tratto di 23 km con 2 viadotti e 11 gallerie fino a Chiesanuova (San Marino), il nuovo tratto attraverserà Carpegna, Pietrarubbia, Montecopiolo, Monte Grimano Terme e arriverà fino a Pieve Corena sul confine di stato italo-sammarinese.
A Luglio 2015, il gruppo Astaldi ha annunciato la finalizzazione dell’accordo con il Commissario Straordinario delle Società Impresa, SAF e Dirpa (all'epoca in amministrazione straordinaria) per il  potenziamento della Direttrice Perugia-Ancona e di ammodernamento della Pedemontana delle Marche, cosiddetto Maxi Lotto 2 del Quadrilatero Marche-Umbria.
Il tratto finale dell'arteria è stata oggetto del cosiddetto piano Rientro strade, per cui la competenza è passata all'ANAS il 24 ottobre 2018 la quale la aveva provvisoriamente classificata come nuova strada ANAS 500 S.C. Selva Nera (NSA 500), fino alla sua integrazione nell'arteria stessa.